# Josele Román
María José Peralt Román (València, 28 d'octubre de 1946), coneguda artísticament com a Josele Román, és una actriu i cantant valenciana.

## Biografia
Els seus inicis en el món artístic van ser com a ballarina encara que aviat descobreix la seva vocació com a actriu. En 1965 s'incorpora a la Companyia de Conchita Montes, amb la qual debuta en escena amb l'obra La dama de Maxim’s. Més tard s'uneix a Núria Espert en La buena persona de Sezuan i posteriorment interpreta El alma se serena (1968) i La idea fija. En 1970 interpreta La marquesa Rosalinda, de Valle-Inclán, al costat d'Amparo Soler Leal.
Roda la seva primera pel·lícula, Pecados conyugales, el 1969. S'inicia així una etapa que es prolonga deu anys i en la qual participa en desenes de pel·lícules, la major part de les vegades com a actriu de repartiment en comèdies de Mariano Ozores, Vicente Escrivá o Pedro Lazaga, entre d'altres.
En 1985 es retira del món del cinema per a dedicar-se a la música arribant a ser productora, compositora i arranjadora alhora que cantant o pianista de diversos grups de música integrats només per noies, per a en 1995, aparèixer en televisió com una de les intèrprets de la sèrie d'Antena 3 Los ladrones van a la oficina. En els següents anys ha fet, de nou, algunes breus aparicions cinematogràfiques.
En 2010 fa un cameo en la quarta temporada de La que se avecina de Telecinco mentre que a la cadena Cuatro apareix a La isla de los nominados.
El 24 de maig de 2010 Josele Román interpreta el paper de La Quinta a Dentro de la tierra, de Paco Bezerra, Premio Nacional de Literatura Dramática 2009, dirigida per Nacho Sevilla pel XV cicle de lectures dramatitzades dins de la mostra de dramatúrgia espanyola contemporània de la SGAE.
El 2003 va fer unes declaracions al programa Tal cual lo contamos d'Antena 3 afirmant que Espartaco Santoni la va violar fa més de 40 anys. El 2016 la Sala I del Tribunal Suprem d'Espanya la va condemnar a ella i al director del programa per intromissió il·legítima en l'honor de Santoni i la va condemnar a pagar una indemnització de 20.000 euros.
En 2019 reconeix estar arruïnada i a punt de ser embargada perquè el món del cinema li ha girat l'esquena.

## Filmografia (selecció)
- Don Erre que erre (1970).
- Vente a Alemania, Pepe (1971).
- La decente (1971).
- Aunque la hormona se vista de seda (1971).
- ¡No firmes más letras, cielo! (1972).
- París bien vale una moza (1972).
- Vente a ligar al Oeste (1972).
- Ligue Story (1972).
- Manolo la nuit (1973).
- Jenaro, el de los 14 (1973).
- Vida conyugal sana (1974).
- Una abuelita de antes de la guerra (1975).
- No quiero perder la honra (1975).
- El señor está servido (1976).
- Señoritas de uniforme (1976).
- La lozana andaluza (1976).
- Es pecado... pero me gusta (1977).
- Celedonio y yo somos así (1977).
- El pobrecito draculín (1977).
- Niñas... al salón (1977).
- Eva, limpia como los chorros del oro (1977).
- La insólita y gloriosa hazaña del cipote de Archidona (1979).
- El virgo de Visanteta (1979).
- Visanteta estate queta (1979).
- Esperando a papá (1980).
- Trailer para amantes de lo prohibido (1985).
- El donante (1985).
- Los ladrones van a la oficina (1993)
- Shacky Carmine (1999).
- Cachorro (2004).
- Volando voy (2006).
- La isla de los nominados (2010).
- La que se avecina (2010).
- TELEPATÍA  (2011) videoclip
- El Misterio de Vera Drudi (2013).
- SOR (2013).
- Lifting (obra de teatre) 2014
- La vidente (directora, productora i protagonista d'obra teatral. (2015)
- Me quedo muerta (obra de teatre) (2015)
- Cosmética Terror (2015)
- Kiki, el amor se hace (2016)

## Premis
- Premis del Sindicat Nacional de l'Espectacle de 1971: Millor actriu secundària[7]